# Železniška postaja Sava
Železniška postaja Sava je ena izmed železniških postaj v Sloveniji, ki oskrbuje bližnje naselje Sava.